# Izmajlovskaja
Izmajlovskaja (ryska: Измайловская), är en tunnelbanestation på Arbatsko–Pokrovskajalinjen i Moskvas tunnelbana. Stationen ligger på norra sidan av Izmajlovoparken, därav stationens namn.
Izmajlovskaja är en av få stationer ovan jord i Moskvas tunnelbana. De stränga vintrarna i Moskva gör ytstationer opraktiska, men designen upplevde ändå en kortvarig popularitet under perioden 1958–1966 på grund av de låga byggkostnaderna. Stationen är relativt spartansk, med pelare klädda i vit marmor och ett tak som ger visst skydd mot väder och vind.

## Galleri

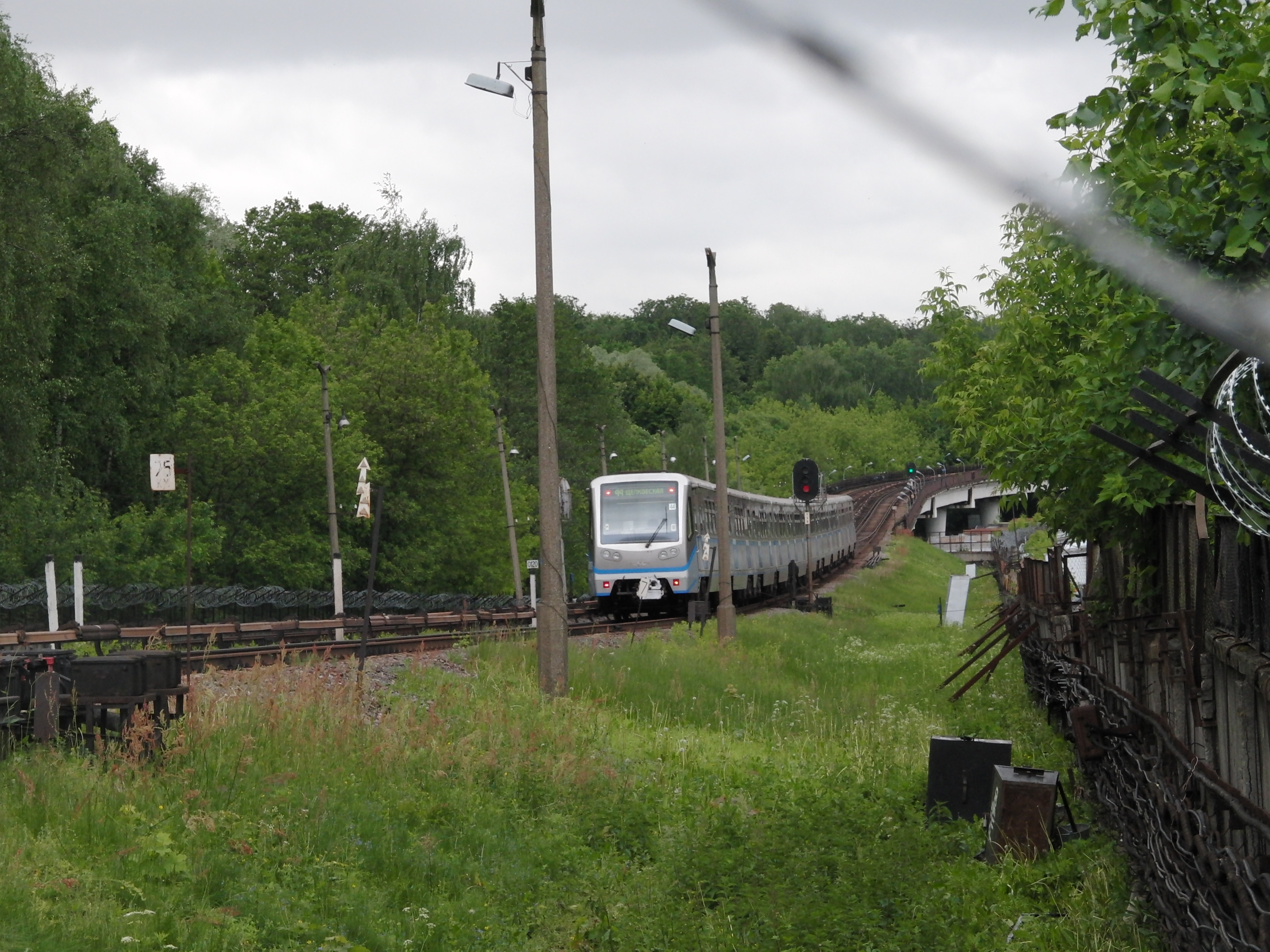
Ett tåg lämnar Izmajlovskaja på väg mot Partizanskaja.